# اچ‌ام‌اس آتنین
اچ‌ام‌اس آتنین (به انگلیسی: HMS Athenienne) یک کشتی است که طول آن ۱۶۴ فوت (۵۰ متر) می‌باشد.